# Rendimiento (viticultura)

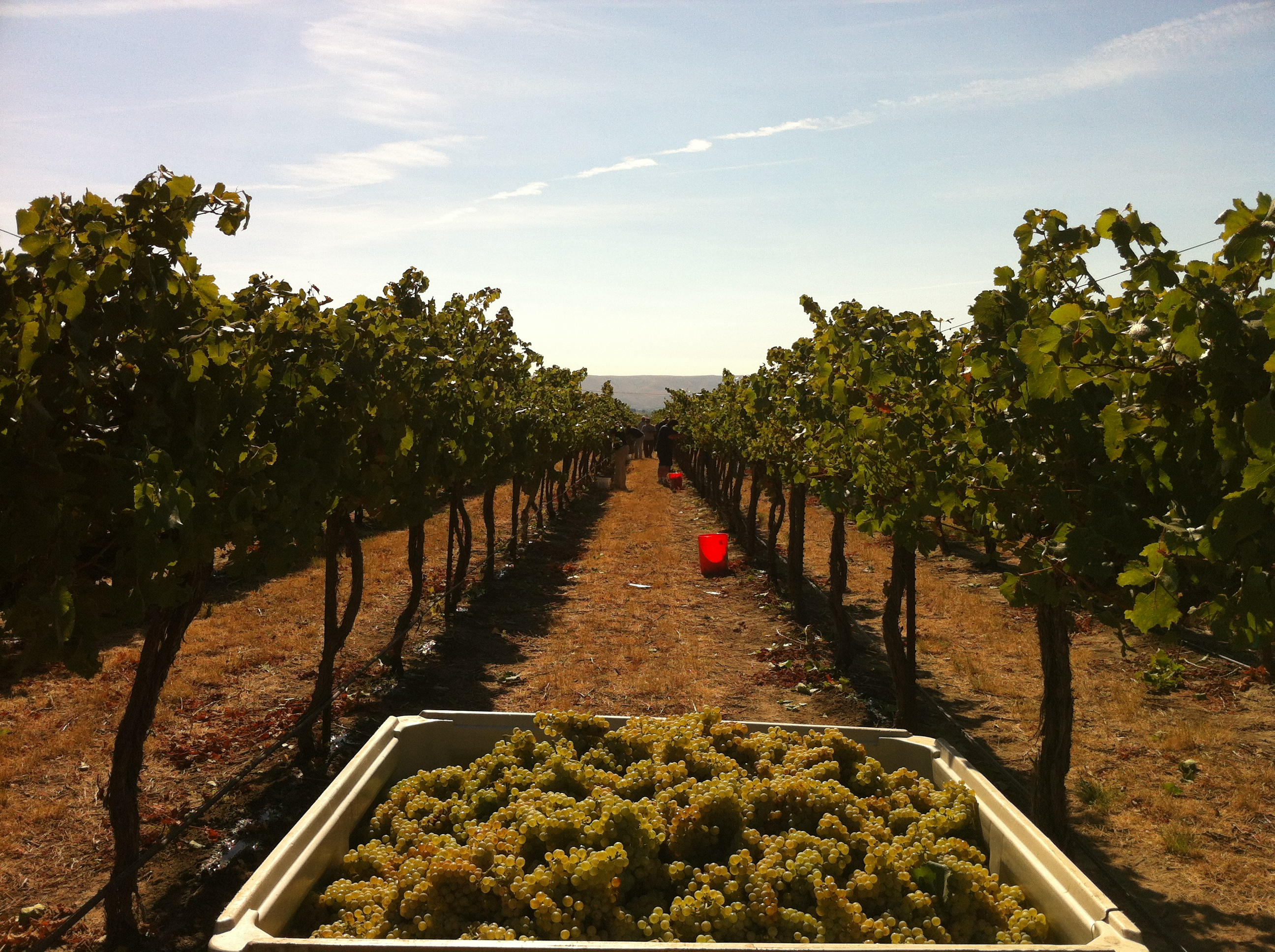
El rendimiento de las uvas que se cosecharán de un viñedo dependerá de varios factores, incluidas las condiciones de la vendimia, las leyes vinícolas locales y las preferencias del enólogo.

En viticultura, el rendimiento es una medida de la cantidad de uva o vino que se produce por unidad de superficie de viñedo y, por tanto, es un tipo de rendimiento de cultivo. Se utilizan comúnmente dos tipos diferentes de medidas de rendimiento, masa de uvas por superficie de viñedo o volumen de vino por superficie de viñedo.
El rendimiento se ve a menudo como un factor de calidad, con rendimientos más bajos asociados con vinos con sabores más concentrados, por lo que el rendimiento máximo permitido está regulado para muchas denominaciones de vino.

## Unidades y conversiones

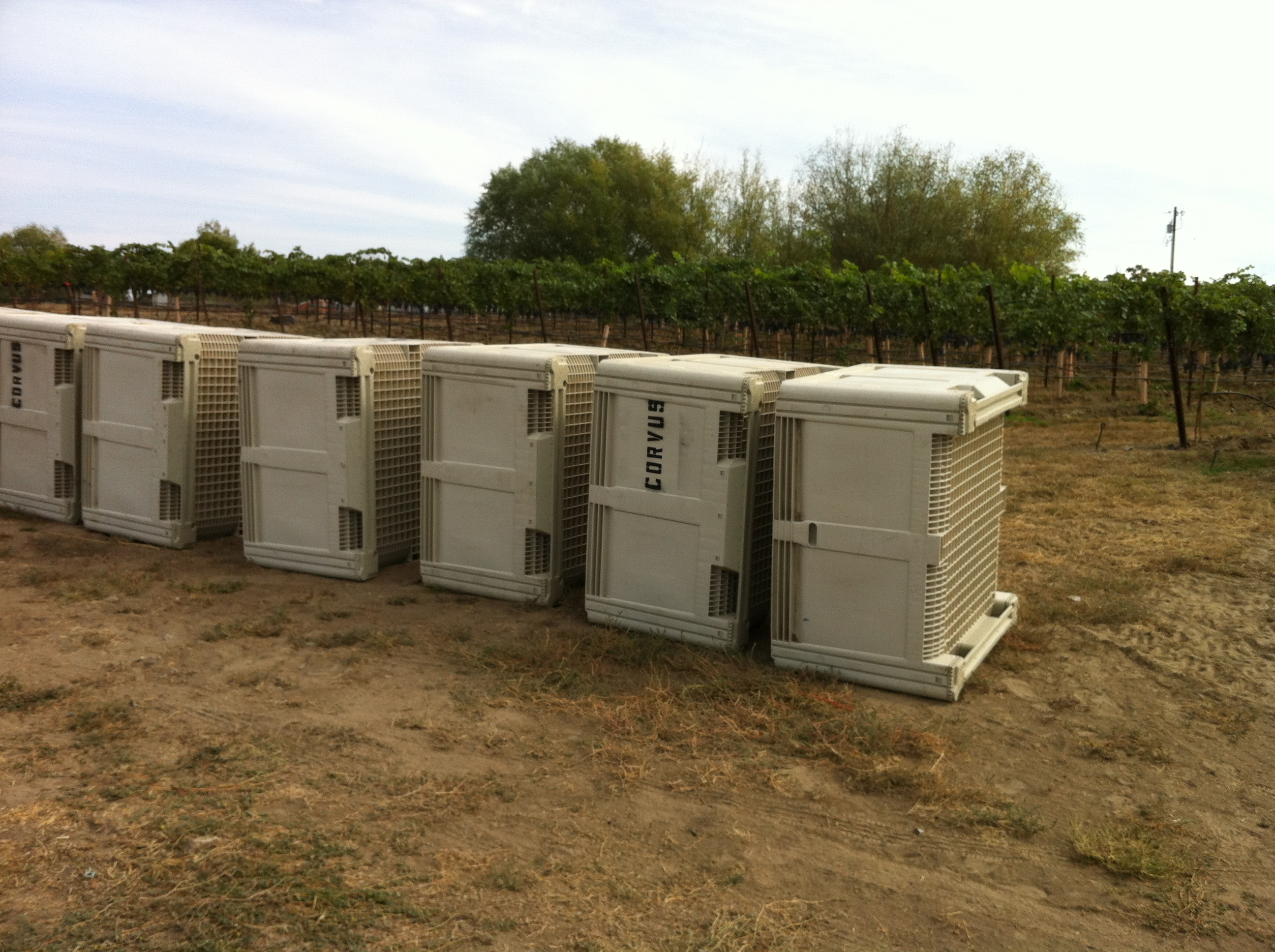
El tamaño de los contenedores de cosecha puede variar desde bandejas pequeñas hasta contenedores de media tonelada.

En la mayor parte de Europa, el rendimiento se mide en hectolitros por hectárea, es decir, en volumen de vino. En la mayor parte del Nuevo Mundo, el rendimiento se mide en toneladas por hectárea (o toneladas cortas por acre en los EE. UU.), es decir, por la masa de uvas producidas por unidad de área.
Debido a los diferentes procedimientos de vinificación para diferentes estilos de vino y las diferentes propiedades de las diferentes variedades de uva, la cantidad de vino producido a partir de una unidad de masa de uva varía. Por tanto, no es posible realizar una conversión exacta entre estas unidades. Cifras representativas de la cantidad de uvas necesarias para 100 l (1 hl) de vino son 160 kg para vino blanco, 130 kg para vino tinto y 140 kg para una mezcla de vino tinto y blanco.
Así:
- para vino blanco, 100 hl / ha ≈ 16.000 kg / ha (16 t / ha) = 6.5 toneladas por acre.
  - 1 tonelada por acre = 2470 kg / ha ≈ 15 hl / ha
- para vino tinto, 100 hl / ha ≈ 13.000 kg / ha (13 t / ha) = 5.3 toneladas por acre.
  - 1 tonelada por acre = 2470 kg / ha ≈ 19 hl / ha
- para vino mixto, 100 hl / ha ≈ 14.000 kg / ha (14 t / ha) = 5.7 toneladas por acre.
  - 1 tonelada por acre = 2470 kg / ha ≈ 17,5 hl / ha

## Rendimientos típicos

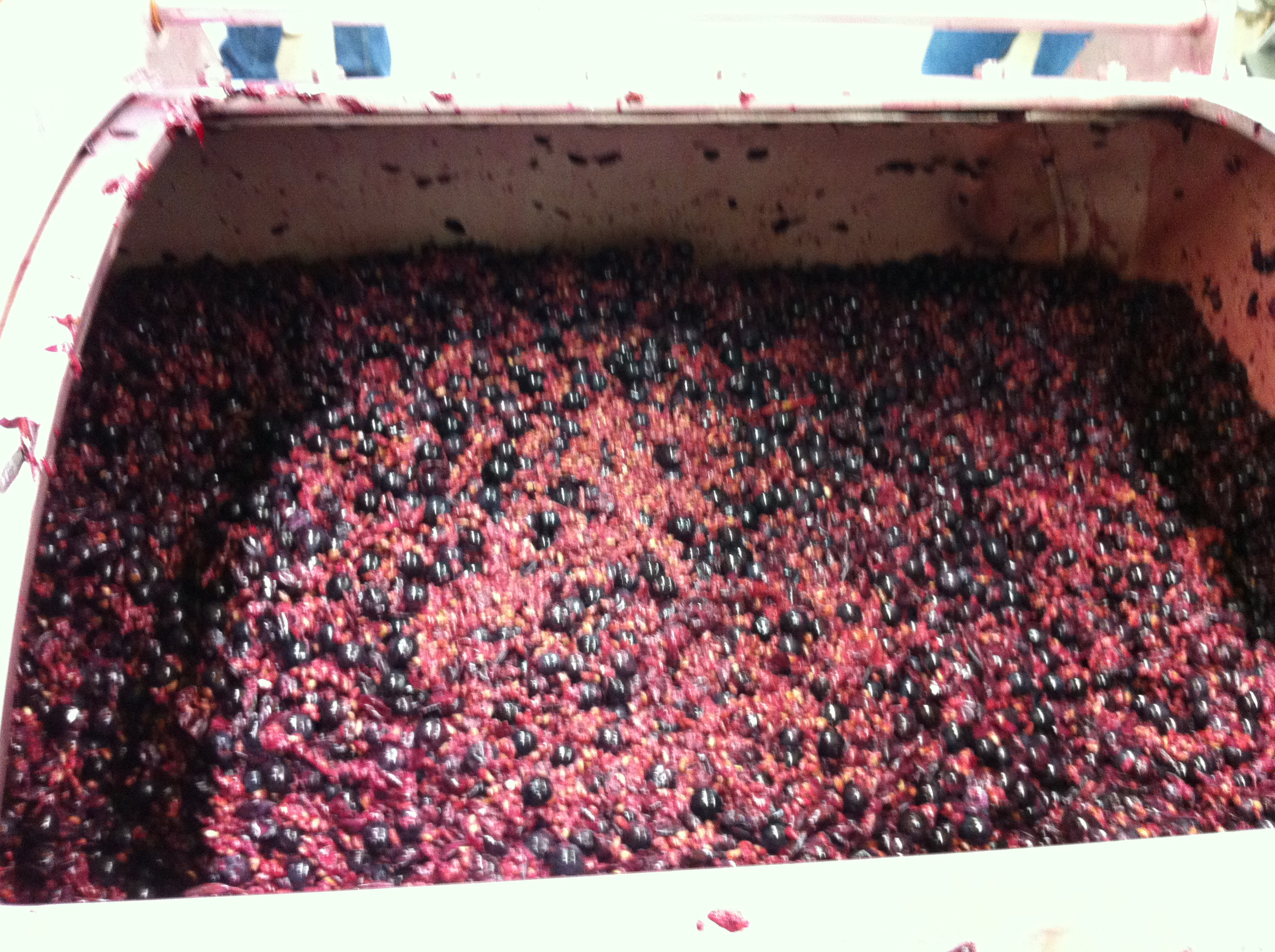
Que tan "duro" se prensa un vino, o si el vino se prensa, afectará el volumen final de vino producido por las uvas. Un enólogo puede optar por no prensar sus uvas en absoluto, utilizando solo el mosto libre liberado durante el estrujado y la maceración, reduciendo el volumen de rendimiento en un 30-40%.

Los rendimientos varían mucho entre países, regiones y viñedos individuales, y pueden depender de la cosecha. En algún lugar, alrededor de 50 hectolitros por hectárea, o 3 toneladas por acre, es una cifra representativa típica para muchos países y regiones.
| Rendimientos en países productores de vino seleccionados en 2007 como promedios nacionales | Rendimientos en países productores de vino seleccionados en 2007 como promedios nacionales | Rendimientos en países productores de vino seleccionados en 2007 como promedios nacionales | Rendimientos en países productores de vino seleccionados en 2007 como promedios nacionales |
| País                                                                                       | Rendimiento (hl/ha)                                                                        | Superficie de viñedo (1.000 ha)                                                            | Producción de vino (millones de hl)                                                        |
| ------------------------------------------------------------------------------------------ | ------------------------------------------------------------------------------------------ | ------------------------------------------------------------------------------------------ | ------------------------------------------------------------------------------------------ |
| Italia                                                                                     | 55                                                                                         | 840                                                                                        | 45,9                                                                                       |
| Francia                                                                                    | 52                                                                                         | 867                                                                                        | 45,4                                                                                       |
| España                                                                                     | 30                                                                                         | 1169                                                                                       | 34,7                                                                                       |
| Estados Unidos                                                                             | 49                                                                                         | 409                                                                                        | 20                                                                                         |
| Argentina                                                                                  | sesenta y cinco                                                                            | 230                                                                                        | 15                                                                                         |
| Alemania                                                                                   | 103                                                                                        | 102                                                                                        | 10,5                                                                                       |
| Sudáfrica                                                                                  | 73                                                                                         | 135                                                                                        | 9,8                                                                                        |
| Australia                                                                                  | 55                                                                                         | 174                                                                                        | 9,6                                                                                        |
| Portugal                                                                                   | 23                                                                                         | 248                                                                                        | 5.8                                                                                        |
| Austria                                                                                    | 52                                                                                         | 50                                                                                         | 2.6                                                                                        |

## Rendimiento como indicador de calidad

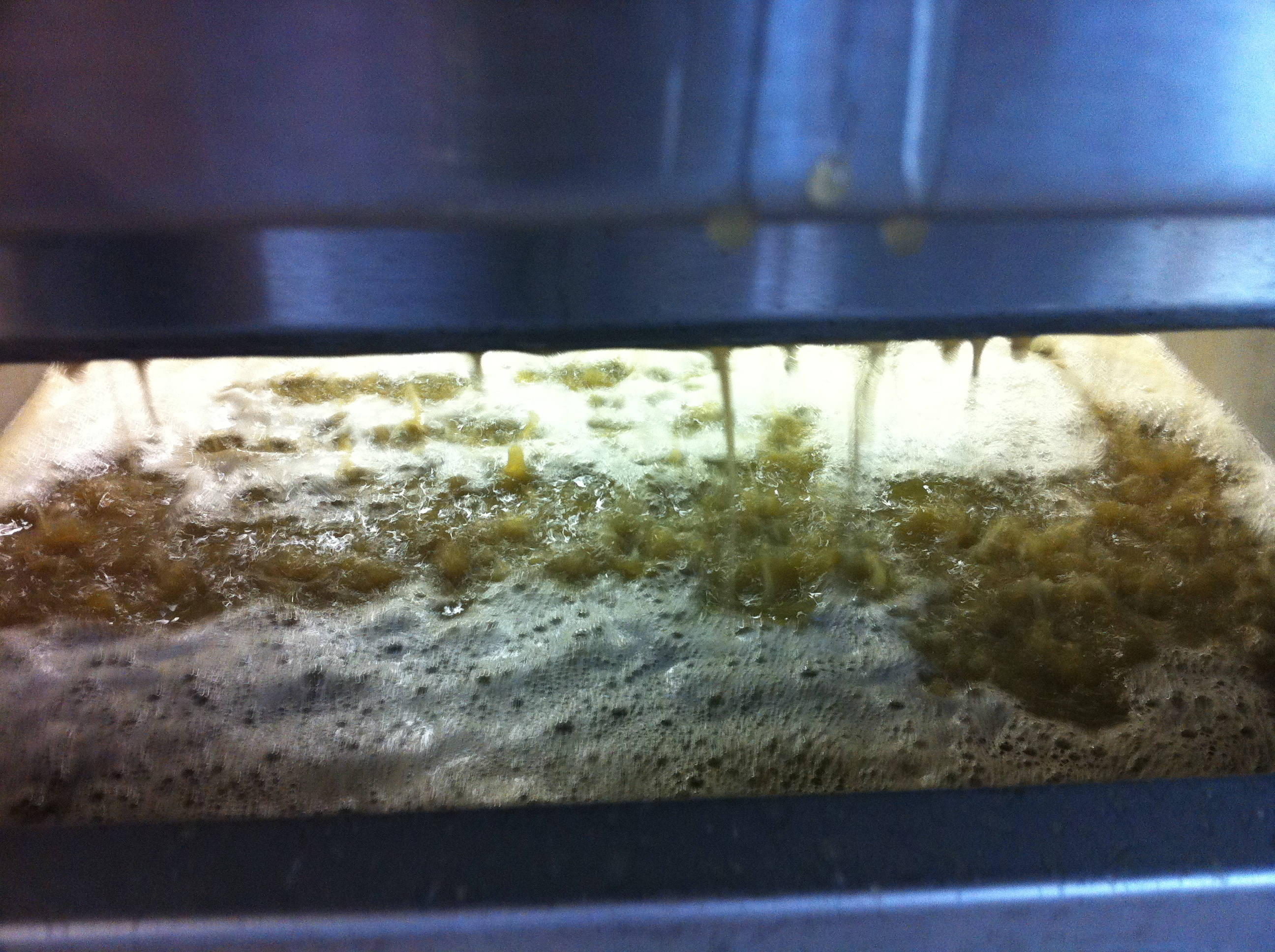
Jugo de Chardonnay de ejecución libre goteando en la bandeja de prensa

Si bien el rendimiento generalmente se considera un factor de calidad importante en la producción de vino, las opiniones difieren sobre la importancia relativa de los rendimientos bajos para otros aspectos del manejo del viñedo. En general, existe consenso en que si las vides se cultivan con una cantidad muy alta de racimos de uva, se obtendrá un vino pobre debido a una maduración lenta e insuficiente de las uvas, debido a una relación hoja/fruto desfavorable. Esta es una situación que normalmente correspondería a rendimientos de, digamos, 200 hl/ha o más, dependiendo de la variedad de uva y muchos otros factores. Más allá de eso, existen diferentes escuelas de pensamiento. Una escuela de pensamiento, generalmente suscrita en Francia, afirma que es imposible producir un gran vino tinto con rendimientos superiores a 50 hl/ha. Otra escuela de pensamiento afirma que un rendimiento de 100 hl/ha es posible combinar con alta calidad, siempre que se utilice un manejo cuidadoso del dosel. En general, el vino blanco se considera menos sensible a los altos rendimientos y algunas variedades de uva, como la Pinot noir, son particularmente sensibles al cultivo excesivo.
Existen muchos ejemplos en los que una variación de los rendimientos de una añada a otra se relaciona positivamente con la calidad, ya que los bajos rendimientos pueden deberse a la pérdida de uvas debido a condiciones adversas como el granizo o la podredumbre gris. Para las cosechas de Burdeos de la década de 1980, se reconoce generalmente que las cosechas más abundantes también dieron las mejores añadas.

## Regulación de rendimientos
Tanto en Francia como en Italia, los rendimientos máximos permitidos están regulados por las leyes del vino y varían entre denominaciones.
En Francia, los rendimientos máximos se indican en el reglamento de cada appellation d'origine contrôlée (AOC). El rendimiento máximo permitido para un AOC determinado en una cosecha determinada es una combinación del rendimiento base del AOC, modificado por el plafond limité de classement (PLC), que es el porcentaje establecido para cada cosecha. En la mayoría de las cosechas, el PLC permite una producción alrededor de un 20 por ciento por encima del rendimiento base.